# الدوري الإيراني الدرجة الثانية 1996-97
الدوري الإيراني الدرجة الثانية 1996-97 هو موسم من الدوري الإيراني الدرجة الثانية. فاز فيه نادي فجر شهيد سباسي.